# Pseudochthonius itakuatiara
Espèce
Pseudochthonius itakuatiara est une espèce de pseudoscorpions de la famille des Chthoniidae.

## Distribution
Cette espèce est endémique de Bahia au Brésil. Elle se rencontre à Santana dans la grotte Gruta da Pedra Escrevida.

## Description
La femelle holotype mesure 1,24 mm.

## Systématique et taxinomie
Cette espèce a été décrite par Prado et Ferreira en 2024.

## Publication originale
- Prado & Ferreira, 2024 : « Two new species of cave-dwelling pseudoscorpions Pseudochthonius Balzan, 1892 (Pseudoscorpiones, Chthoniidae) from northeastern Brazil: shedding light on the troglobitic status of some Brazilian species. » Zoological Studies, p. 63, no 21, p. 1–15.